# Luis Carlos Sadovnick
Luis Carlos Sadovnik Sánchez (Colombia, Siglo XX - Bogotá, agosto de 2009) fue un militar colombiano, coronel del Ejército Nacional de Colombia. Es conocido por su papel en la Retoma del Palacio de Justicia que había sido asaltado por la guerrilla del M-19 el 6 y 7 de noviembre de 1985.

## Biografía
Sadovick activó el Plan Tricolor 83 durante la Retoma del Palacio de Justicia entre el 6 y 7 de noviembre de 1985, conocido en las grabaciones como Arcano 5. Por lo cual fue llamado a indagatoria en 2007,por desaparición forzada y murió sin responder por los hechos ocurridos.

“Esperamos que si está la manga no aparezca el chaleco, cambio”.
Luis Carlos Sadovnick, "Arcano 5" durante la retoma del Palacio de Justicia

Llegó a ser el Subcomandante de la Brigada 13,  se pensiono en febrero de 1989.

## Muerte
Falleció por muerte súbita en el Club de suboficiales del Ejército Nacional en Bogotá.